# V838 de l'Unicorn
V838 de l'Unicorn (V838 Monocerotis) és una estrella extremadament brillant, de tipus dubtós, situada a la constel·lació de l'Unicorn. Proposada com la més misteriosa estrella de la Via Làctia en poc temps es convertí en una de les estrelles més brillants de la nostra galàxia. La seva explosió començà al voltant de l'1 de gener de 2002 i fou descoberta el 6 de gener de 2002. Es creia en un principi que era un tipus familiar de la clàssica nova, però els astrònoms aviat s'adonaren que en canvi, V838 Mon podia ser una classe d'estrella totalment diferent. Les observacions indiquen que V838 Mon és un sistema binari en què una de les estrelles d'alguna manera es transforma, durant un període de mesos, a partir d'una estrella petita i poc lluminosa una mica més calenta que el Sol, en una estrella supergegant altament lluminosa i freda, desafiant el coneixement convencional de l'evolució i els cicles estel·lars. 
En la imatge de la dreta, una de la sèrie enregistrada pel telescopi espacial Hubble, la feble V838 Mon està envoltada per una nebulosa en expansió. Però la nebulosa és de fet una sèrie de reflexos de llum en les closques de pols no observades anteriorment, de fins a anys llum de diàmetre. Les complexes closques prèviament expulsades, reflecteixen la llum mentre les travessa l'ona expansiva de l'explosió de V838 Mon. Els astrònoms preveuen que els reflexos des de la coberta exterior de pols continuaran sent visibles fins aproximadament el 2010. Segons algunes suposicions V838 Mon estaria aproximadament a 20.000 anys de llum del sistema solar.
La forma del reflex de llum dista molt de ser esfèrica. En tots els punts del reflex actualment visibles, la llum ha viatjat el mateix temps de V838 Mon a la pols i llavors a la Terra. Així la forma és d'un el·lipsoide extremadament llarg, sent gairebé parabòlic amb V838 Mon al seu focus. La llargada del camí de V838 Mon–pols–Terra està augmentant a la velocitat de la llum, i el reflex visible està retrocedint simultàniament tant des de V838 Mon com des de la Terra.
La designació V838 Monocerotis significa «838a estrella variable de Monoceros (l'Unicorn)».